# Acianthera oscitans
Acianthera oscitans är en orkidéart som först beskrevs av Oakes Ames, och fick sitt nu gällande namn av Alec M. Pridgeon och Mark W. Chase. Acianthera oscitans ingår i släktet Acianthera och familjen orkidéer.
Artens utbredningsområde är Honduras. Inga underarter finns listade i Catalogue of Life.